# Згрушавање крви
Згрушавање крви или коагулација је процес стварања крвног угрушка (коагулума), којим се зауставља крварење из крвног суда. Згрушавање крви је један од процеса хемостазе.

## Хемостаза
Хемостаза означава процес заустављања крварења из оштећеног крвног суда. Хемостаза обухвата више процеса:
- констрикцију (сужавање) крвног суда
- стварање тромбоцитног чепа
- формирање крвног угрушка (коагулација)
- стабилизацију крвног угрушка или његово разлагање (лиза)

### Сужавање крвног суда
Одмах после оштећења крвног суда долази до његовог сужавања. На тај начин се смањује губитак крви из отвора на суду. Сужавање је последица нервних рефлекса симпатичког система, локалне контракције мишића крвног суда као одговор на оштећење и вазоконстрикторних супстанци из повређеног ткива и крвних плочица нпр. тромбоксан А2, серотонин...

### Стварање тромбоцитног чепа
Тромбоцити (крвне плочице) су крвне ћелије чија је улога управо да заустављају крварење из повређеног суда. Уколико је повреда мала долази само до акумулације тромбоцита на месту повреде и њиховог повезивања у виду чепа, чиме се зауставља крварење. Уколико је повреда већа потребна је и активација система згрушавања, у којем крвне плочице активно учествују. Када тромбоцити дођу у контакт са оштећеним зидом крвног суда, они се активирају. Почињу да бубре, постају лепљиви, добијају неправилни облик, са бројним наставцима са њихове површине. Крвне плочице секретују велику количину супстанци: тромбоксан А2, серотонин, АДП... који активирају друге тромбоците, али и делују на сам крвни суд (сужавају га).
До повезивања тромбоцита између себе и са крвним судом долази услед везивања одређених супстанци са одређеним рецепторима.
Када дође до оштећења крвног суда експримирају се супстанце зида крвног суда као нпр. фибронектин, ламинин, витронектин, колаген. Тромбоцити располажу рецепторима за ове протеине, тако да се везују за њих. Повезивање крвних плочица са колагеном крвног суда омогућава Фон Вилебрандов фактор. Овај фактор омогућава и повезивање између самих тромбоцита.
У повезивању крвних плочица у тромбоцитни чеп учествује и фибриноген, протеин крвне плазме чијом се активацијом ствара крвни угрушак.
Сужавање крвног суда и стварање тромбоцитног чепа чине примарну фазу хемостазе. Згрушавање крви чину секундарну фазу.

## Згрушавање крви
Уколико је повреда крвног суда већа долази до активације треће фазе хемостазе, а то је згрушавање крви. Овај процес почињу активаторске супстанце из зида крвног суда, крвних плочица и протеина крвне плазме. У крви се налази велики број супстанци које утичу на згрушавање крви. Неке од њих изазивају згрушавање па се зову прокоагуланси, а неке спречавају, то су антикоагуланси. Да ли ће доћи до згрушавања или не зависи од равнотеже између ове две групе. У нормалном стању преовлађују антикоагуланси, а ако се крвни суд повреди активирају се прокоагуланси па долази до згрушавања. Иначе готово све супстанце које изазивају коагулацију се нормално налазе у неактивном стању. Уколико дође до њихове активације настаје каскадна реакција где једна супстанца активира другу, а ова следећу итд. На тај начин се многоструко повећава дејство. Згрушавање крви се може активирати спољашњим и унутрашњим системом коагулације. Као резултат ове реакције настаје ензимски комплекс-активатор протромбина, који неактивни протеин крвне плазме протромбин преводи у активни тромбин. Тромбин даље активира неактивни протеин плазме фибриноген у фибрин тако што га цепа на делове (мономере), које се међусобно повезују и граде мрежу у коју се хватају крвне ћелије. На тај начин формира се крвни угрушак.
У процесу згрушавања крви кључну улогу играју супстанце које се зову фактори коагулације крви.
| Фактори коагулације                                                    | Фактори коагулације                                     |
| ---------------------------------------------------------------------- | ------------------------------------------------------- |
| Назив фактора коагулације                                              | Улога                                                   |
| фактор I (Фибриноген)                                                  | формира фибринску мрежу                                 |
| Фактор II (протромбин)                                                 | активира факторе I, V, VII, XIII, протеин Ц, тромбоците |
| Фактор III (ткивни фактор, ткивни тромбопластин)                       | кофактор за фактор VIIa                                 |
| Фактор IV                                                              | Калцијум                                                |
| Фактор V (проакцелерин)                                                | кофактор за фактор X                                    |
| Фактор VI (акцеларин)                                                  | настаје активацијом V фактора                           |
| Фактор VII (проконвертин), стабилни фактор)                            | активира факторе IX, X                                  |
| Фактор VIII (антихемофилијски глобулин А)                              | кофактор за фактор IX                                   |
| Фактор IX (Кристмасов фактор, антихемофилијски глобулин Б)             | активира фактор X                                       |
| Фактор X (Стјуарт-Проверов фактор)                                     | активира фактор II                                      |
| Фактор XI (прекурзор тромбопластина плазме, антихемифилијски фактор Ц) | активира факторе XII, IX и прекаликреин                 |
| Фактор XII (Хагеманов фактор)                                          | активира прекаликреин и фибринолизу                     |
| Фактор XIII (фактор стабилизације фибрина)                             | учвршћује крвни угрушак                                 |
| Фон Виленбрандов фактор                                                | учествује у повезивању тромбоцита                       |
| прекаликреин (Флечеров фактор)                                         |                                                         |
| кининоген велике молекулске масе (енгл. HMWK)                              | подржава активацију фактора XII, XI, и прекаликреина    |
| фибронектин                                                            | посредује у адхезији тромбоцита                         |

### Спољашњи пут активирања згрушавања крви
Спољашњи пут активације згрушавања крви започиње повредом зида крвног суда, услед чега се из зида ослобађа ткивни тромбопластин (фактор III). Он се састоји од фосфолипида ткивних мембрана и липопротеинског комплекса који садржи један важан ензим. Код неких бактеријских инфекција могу неки бактеријски токсини-ендотоксини изазвати ослобађање овог фактора, што може довести до дисеминоване интраваскуларне коагулације (ДИК), једног тешког стања.
Липопротеински комплекс ткивног фактора се везује са фактором VII, активира га и у његовом присуству заједно са јонима калцијума (фактор IV) активира фактор X. Овај комплекс фактора III и VII, активира још и фактор IX, који спада у унутрашњи пут коагулације и на тај начин се ова два пута згрушавања крви повезују.
Активирани фактор X (фактор Xа) заједно са фосфолипидима из ткивног фактора гради са фактором V комплекс активатора протромбина. Овај комплекс активира неактивни протромбин у тромбин, који је битан за даљу коагулацију. У почетку је фактор V (проакцелерин) у комплексу у неактивном облику, али кад се активира тромбин долази и до активације овог фактора од стране тромбина. Активирани фактор V сада додатно убрзава коагулацију тј. активацију тромбина. Активирани фактор X може самостално да изазове активацију тромбина, што је на почетку и случај, али активација фактора V вишеструко убрзава овај процес.

### Унутрашњи пут активирања згрушавања крви
Унутрашњи пут коагулације започиње повредом саме крви или излагањем крви колагену зида оштећеног крвног суда.
Повреда крви или контакт крви са колагеном изазива активацију фактора XII (Хагеманов фактор) и ослобађање фосфолипида из повређених крвних плочица. Активирани факор XII делује ензимски на фактор XI и активира га. За ову реакцију потребан је и кининоген велике молекулске масе (видети у табели), а и прекаликреин је убрзава. Активирани фактор XI (фактор XIа) сада активира фактор IX. Активирани фактор IX делује заједно са фактором VIII и ослобођеним фосфолипидима из тромбоцита на фактор X и активира га. Фактор VIII је врло значајан за ову активацију и особе код којих је концентрација овог фактора јако смањена су склоне обилном крварењу, односно болују од класичне хемофилије.
Даљи ток активације је исти као код спољашњег пута. Фактор X заједно са фактором V и фосфлипидима гради комплекс активатора протробина, који преводи неактивни протромбин у активни тромбин.
Спољашњи и унутрашњи пут нису само два одвојена система, већ су она и те како међусобно повезана и активација једног система активира други. Спољашњи пут се активира много брже па у случају тешке повреда до згрушавања може доћи за само 15 секунди. Унутрашњем систему потребно је пар минута (1–6) да доведе до коагулације.

### Улога јона калцијума у процесу згрушавања крви
Изузев прве две реакције ензимске каскаде, јони калцијума су потребни за покретање и убрзавање свих осталих рекција. Приликом вађења крви се коагулација крви може спречити одстрањивањем калцијума. То се постиже додавањем супстанци као цитрат, осксалат, ЕДТА... На тај начин је извађена крв доступна за разне анализе.

### Протромбин, тромбин и њихова улога
Тромбин настаје из протромбина, једног протеина крвне плазме, под дејством поменутог комплекса активације протромбина. Тромбин делује као ензим који разлаже фибриноген на мономере и на тај начин га активира. Тромбин активира повратно и неке факторе коагулације нпр. фактор VIII.
Протромбин је протеин крвне плазме молекулске масе око 68.700 и концентрације у крвној плазми око 150 mg/L. Тромбин настаје из протромбина и има молекулску масу од 33.700.
Протромбин се непрекидно ствара у јетри, јер се и стално троши у згрушавању крви. За нормалну производњу протромбина потребан је витамин К. Овај витамин потребан је за производњу фактора II (тромбин), VII, IX, и X. Због тога обољење јетре или недостатак витамина К може довести до склоности крварењима.

### Фибриноген, фибрин и стварање крвног угрушка
Фибриноген је протеин крвне плазме велике молекулске масе (340.000) и концентрације у крви око 7 g/dL. И он се синтетише (као и већина фактора коагулације) у јетри.
Фибриноген се активира под дејством тромбина. Тромбин разлаже молекул фибриногена на 4 пептида (мономера). Мономери фибрина се међусобно повезују градећи фибринску мрежу. У раној фази повезивања (полимеризације) мономери фибрина су повезани само слабим водоничним везама, зато је и крвни угрушак у почетку слаб. Под утицајем фактора XIII (фактор стабилизације фибрина) долази до стварања јаких ковалентних веза и до стабилизације крвног угрушка. Иначе овај фактор се активира под дејством тромбина.
Крвни угрушак се састоји од фибринске мреже и ћелија крви (еритроцити, леукоцити, тромбоцити), које су ухваћене у ту мрежу. Фибринска влакна се вежу за зидове повређеног крвног суда, па се тиме он зачепи и спречава се губитак крви. Неколико минута после формирања угрушка долази до његове ретракције и истискивања течности. Ова течност се зове серум. Иначе за процес ретракције су неопходне крвне плочице које и свом зиду садрже контрактилне протеине неопходне за овај процес.
Када се једном активира систем коагулације крви се непрестано шири и активира се све већи број супстанци које учествују у овом процесу. Ради се о механизму позитивне повратне спреге. О томе како се овај механизам зауставља видећемо у следећем поглављу.

## Спречавање настанка крвног угрушка
Организам располаже са више система који могу спречити настанак згрушања крви, односно зауставити овај процес. Недостатак ових фактора код неких болести може довести до спонтаног активирања процеса коагулације и настанка крвних угрушака-тромба. У ове системе спадају инхибитори коагулације у крвној плазми, фибринолитички систем (систем за разградњу крвног угрушка) и фактори у зиду крвног суда и ендотела.
| Фактори који спречавају згрушавање крви                  | Фактори који спречавају згрушавање крви                       |
| -------------------------------------------------------- | ------------------------------------------------------------- |
| Назив                                                    | Функција                                                      |
| Антитромбин III                                          | инактивише тромбин, фактор Xa                                 |
| Хепарин кофактор II                                      | инхибише факторе IIa, кофактор за хепарин и дерматан сулфат   |
| Протеин Ц                                                | инактивише факторе Va и VIIIa                                 |
| Протеин С                                                | кофактор за активни протеин Ц                                 |
| Хепарин                                                  | заједно са антитромбином инактивише факторе II, IX, X, XI и X |
| Плазминоген                                              | активна форма плазмин разлаже фибрин и неке друге протеине    |
| α2 антиплазмин                                           | инхибише плазмин                                              |
| α2 макроглобулин                                         | инхибише активаторе плазмина                                  |
| Ткивни активатор плазминогена (енгл. )                   | активише плазминоген (преводи га у плазмин)                   |
| Урокиназа                                                | преводи плазминоген у плазмин (активира га)                   |
| Инхибитор активатора плазминогена (енгл. )               | инактивише ткивни и урокиназни активатор плазминогена         |
| Инхибитор активатора плазминогена II (енгл. PAI2)            | инактивише урокиназу                                          |
| Тромбомодулин                                            | везује и инактивише тромбин, активира протеин Ц               |
| Ц1 инхибитор естеразе                                    | инхибише Ц1-естеразу, фактор XIII, плазмин                    |
| Инхибитор активације спољашњег пута коагулације (енгл. tissue factor pathway inhibitor (TFPI)) | инхибише факторе X и VII                                      |

### Инхибитори згрушавања крви крвне плазме
Постоји више супстанци који селективно блокирају поједине факторе коагулације, неки од њих су приказани у табели.
- Антитромбин (III) припада инхибиторима серин протеаза (серпин). Овај инхибитор претежно инактивише тромбин и активирани фактор X. Производи се у јетри. Остварује дејство заједно са хепарином. Уколико недостаје може доћи до појаве спонтаног згрушавања крви-тромбоза.
- Хепарин кофактор II инхибише претежно тромбин.
- Инхибитор активације спољашњег пута коагулације (енгл. tissue factor pathway inhibitor (TFPI)).
- Тромбомодулин се налази на површини ендотела крвних судова. Он везује тромбин и инактивише га. Овај фактор додатно активише протеин Ц, који такође инхибише згрушавање крви.
- Протеин Ц заједно са протеином С инактивише активиране факторе V и VIII.
- Хепарин је полисахарид богат сулфатним групама, које га чине негативно ненаелектрисаним. Налази се у базофилима и мастоцитима, али и у ендотелу крвних судова. Делује заједно са антитромбином и инактивише претежно факторе II и X.

### Фибринолиза, активатори и инхибитори фибринолизе
Процес стварања фибринских полимера доводи до настанка крвног угрушка. Организам располаже и системом који може разложити такав крвни угрушак. Тај систем се зове фибринолитички систем. Овај систем се такође састоји од различитих ензима који се активирају каскадном реакцијом. Најбитнији корак је активација неактивног протеина крвне плазме плазминогена у плазмин.
У организму се активација плазминогена остварује помоћу ткивног активатора плазминогена и урокиназе. Плазмин поседује велики афинитет за фибрин и нагомилава се у крвном угрушку (јер је богат фибрином). Везивањем за тромбин се активира и разлаже га. Слободни плазмин се у крви брзо инактивише услед дејства ензима α2 антиплазмин и α2 макроглобулин.
У крвној плазми се налазе и фактори који спречавају дејство активатора плазмина: инхибитор активатора плазмина.

### Ендотел и зид крвног суда
Ендотел је унутрашњи слој зида крвног суда. Овај слој је нормално гладак и негативно наелектрисан, тако да спречава агрегацију крвних ћелија, поготово тромбоцита. Ћелије ендотела секретују азот моноксид, простациклине... који такође делују антикоагулаторно. На површини ендотела налази се тромбомодулин који инактивише тромбин и активише протеин Ц.
Уколико дође до његовог оштећења смањује се производња ових фактора, његова површина постаје храпава што олакшава агрегацију тромбоцита. У овом случају преовладавају прокоагулаторна својства.
Протеини зида крвног суда нпт. колаген, који се ослобађају његовим оштећењем су активатори процеса згрушавања крви.

## Тестови згрушавања крви
- Парцијално трмоболпастинско време (аПТТ).
- Протромбинско време (ПТ)
- Време крварења
- Време коагулације
- Д-димер

## Поремећаји система згрушавања крви

### Поремећаји са смањеном активношћу система згрушавања и појавом крварења
- Хемофилија (А, Б, Ц)
- Фон Вилебрандов синдром
- Тромбоцитопенија
- Идиопатска тромбоцитопенијска пурпура (ИТП)
- Тромботична трмобоцитопенијска пурпура (ТТП)
- Хепарин индукаова тромбоцитопенија (I и II) (ХИТ)
- Хемолитички уремијски синдром (ХУС)
- Тромбастенија Гланцман
- Бернард-Сулијеов синдром
- Пароскизмална ноћна хемоглобинурија
- Недостатак витамина К
- Цироза јетре
- Апластична анемија
- Недостатак фактора XIII
- Хипофибриногемија и афибриногемија
- Дисеминована интраваскуларна коагулација
- Антикардиолипин антитела

### Поремећаји са повећаном активношћу система згрушавања и појавом крварења
- Резистенција на активирани протеин Ц (АПЦ резистенција)
- Недостатак протеина Ц
- Недостатак протеина С
- Недостатак антитрмобина
- Антикардиолипин антитела
- Хиперхомоцистинемија
- Нефротски синдром
- Антикоагулативни лупус